# 唐浜駅
唐浜駅（とうのはまえき）は、高知県安芸郡安田町唐浜にある土佐くろしお鉄道（TKT）ごめん・なはり線の駅である。駅番号はGN24。

## 歴史
- 2002年（平成14年）7月1日：土佐くろしお鉄道ごめん・なはり線の駅として開設。

## 駅構造

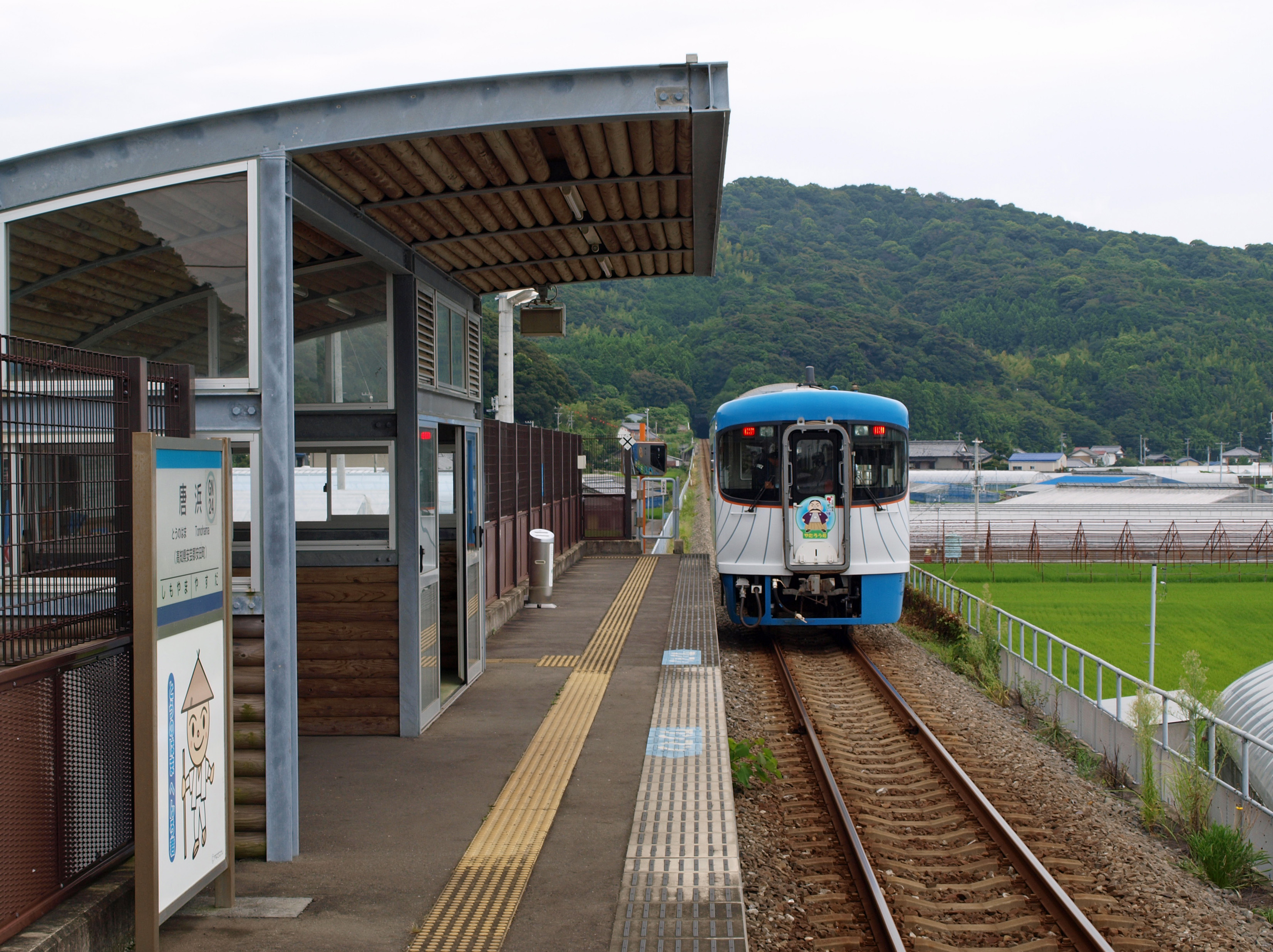
ホーム

盛土上に単式ホーム1面1線を有する地上駅。ホームは線路から見て北側にある。ホーム入口にはスロープと休憩所が設置されている。

## 駅周辺
四国八十八箇所の第27番札所「神峯寺」への最寄駅である。四国八十八箇所巡りの観光バスが寄ることもあるせいか、駅前広場は広くとられている。
駅周辺にはビニールハウスが多く見られる。駅北側へ延びる谷川や農道工事現場等では貝の化石等が産出する。新生代第三紀鮮新世後期（約200万年前）頃の地層。

## イメージキャラクター

とうのはま へんろ君

名称は「とうのはま へんろ君」。四国八十八箇所の第27番札所・神峯寺の最寄駅であることから、お遍路さんをモチーフにしたキャラクターである。
このキャラクターのモニュメントはスロープ前方付近に設置されている。

## 隣の駅
土佐くろしお鉄道
■ごめん・なはり線
下山駅 (GN25) - 唐浜駅 (GN24) - 安田駅 (GN23)